# Cementerio de Merrion
El Cementerio de Merrion (en inglés: Merrion Cemetery) es un cementerio situado junto a la carretera Merrion en Dublín, Irlanda. Se encuentra al lado del hotel "Tara Towers", cerca de Booterstown. El cementerio estuvo en uso desde 1300hasta 1866. Desde 1978 se ha utilizado como un parque público bajo el cuidado de Ayuntamiento de Dublín.
No se sabe cuándo se consagró el cementerio, pero solía haber una iglesia aquí y se cree que fue erigida en el siglo XIV por John Cruise del castillo de Merrion. No hay restos de la iglesia en la actualidad.
La más notable sepultura aquí es de los 120 soldados del grupo de transporte llamado Príncipe de Gales.